# 美丽箬竹
美丽箬竹（学名：Indocalamus decorus）为禾本科箬竹属下的一个种。

## 扩展阅读
- 維基物種上的相關：美丽箬竹